# Bertrabnunatakker
Koordinaten: 77° 52′ 0″ S, 34° 38′ 0″ W
Bertrabnunatakker (ehemalige Schreibweise Bertrab-Nunataks) ist die Bezeichnung für drei flache Felsrücken an der Küste von Prinzregent-Luitpold-Land in der Antarktis, die aus dem Inlandeis herausragen.

## Entdeckung und geographische Lage
Die Nunatakker wurden im Januar 1912 von der zweiten deutschen Antarktisexpedition unter Wilhelm Filchner entdeckt und nach Generalleutnant Hermann Karl Josef Wilhelm von Bertrab (1857–1940), dem damaligen Leiter der trigonometrischen Abteilung der preußischen Landesaufnahme benannt. Es waren neben den Moltke- und Littlewood-Nunatakkern die einzigen eisfreien Regionen, die von dieser Expedition gesichtet wurden.
Sie liegen auf 250 m Meereshöhe, etwa 18 km landeinwärts der Vahselbucht an der Südost-Küste des Weddell-Meeres. Unmittelbar nördlich der Nunatakker mündet der Lerchenfeldgletscher in die Vahselbucht.

## Geologie
Die Nunatakker bestehen aus horizontal gelagerten Quarzporphyren, die durch vulkanische Aktivitäten vor etwa 1110 mya gebildet wurden. Diese werden von mehreren bis zu 5 m mächtigen mafischen und felsischen Gängen durchschlagen. Seit ihrer Bildung sind diese Gesteine nicht durch Gebirgsbildungsprozesse verändert worden, wohingegen die Gesteine in den nächstgelegenen eisfreien Gebirgen (Shackleton Range 300 km im Südosten, Heimefrontfjella 800 km im Nordwesten) vor 550 mya bei der Bildung des Kontinents Gondwana gefaltet und hochgradig metamorph überprägt wurden. Nach derzeitigem Forschungsstand sind die Bertrab-, Littlewood- und Moltke-Nunatakker die einzigen Aufschlüsse eines ansonsten vollständig eisbedeckten Mikrokontinents, der bei der Bildung Gondwanas an Antarktika angegliedert wurde.

## Forschungsstationen
Argentinien eröffnete im Jahre 1970 die Sommerstation Label auf dem südlichsten Nunatak. Diese Station wurde 1979 erweitert und zu einer ganzjährig besetzten Station umgebaut und trägt seither den Namen Belgrano-II-Station.